# Göteborgs-Posten
Göteborgs-Posten (GP) er en regionalt dagblad, der udgives i Göteborg, Sverige. Avisen distribueres hovedsageligt i det vestlige Götaland og er med sit oplag på 245.000 og et dagligt læsertal på 573.000 (2008) den største avis i Vestsverige og den næststørste i hele landet, overgået af Dagens Nyheter og efterfulgt af Svenska Dagbladet. Politisk er avisen liberal.
Avisen blev grundlagt i 1813 og udkom i første omgang kun frem til 1822. I 1859 blev udgivelsen genoptaget, og frem til 1872 var David Felix Bonnier (1822–1872) redaktør. Siden 1939 har avisen udkommet alle ugens syv dage. Avisens netavis, GP.se, blev lanceret i 1995. Siden 2004 har avisen udkommet i kompaktformat.
Siden 1944 har avisen været Göteborgs største annoncemedie. Op til 40 procent af avisen er annoncer. I 2006 passerede Göteborgs-Postens annonceomsætning 860 mio. svenske kroner.